# 927年
| 千纪： | 1千纪 |
| 世纪： | 9世纪 \| 10世纪 \| 11世纪 |
| 年代： | 890年代 \| 900年代 \| 910年代 \| 920年代 \| 930年代 \| 940年代 \| 950年代 |
| 年份： | 922年 \| 923年 \| 924年 \| 925年 \| 926年 \| 927年 \| 928年 \| 929年 \| 930年 \| 931年 \| 932年 |
| 纪年： | 丁亥年（猪年）；南吴顺义七年，乾貞元年；吴越宝正二年；于阗同慶十六年；契丹天显二年；南汉白龙三年；后唐（闽、荆南、马楚）天成二年；东丹国甘露二年；大長和天應元年；日本延長五年；后百济正开二十七年；高丽天授十年 |

## 大事记
- 中国
  - 王延鈞與王審知之養子王延稟聯手政變，殺閩王王延翰後繼位，是為閩惠宗。
  - 后唐册封马殷为楚国王。马殷仿效朝廷体制，改潭州为长沙府，作为国都，并在长沙城内修宫殿，置百官，建立了一个名副其实的独立王国。
  - 11月19日——楊吳楊溥稱帝
  - 12月11日——契丹耶律德光在母亲述律平的支持下即位。
- 歐洲
  - 羅馬教廷調停克羅地亞與保加利亞的停戰之際，保加利亚沙皇西美昂一世突然去世，羅馬教廷代表加冕彼得一世繼任為保加利亚沙皇，彼得一世匆忙與拜占庭帝國講和，他與拜占庭帝國皇帝羅曼努斯一世長子赫里斯托弗·羅曼努斯的女兒瑪麗亞·伊琳娜結婚，結束了長期的戰爭，建立了四十年的和平。

## 出生
- 宋太祖赵匡胤
- 完顏楚釴

## 逝世
- 1月14日——閩嗣王王延翰
- 5月27日——西美昂一世，保加利亚沙皇。
- 徐溫，南唐建立者徐知誥（李昪）養父，南吳丞相。
- 豆盧革
- 韋說